# Güell park
A Güell park (katalánul: Parc Güell, eredeti nevén: Park Güell) 17 hektáros nyilvános városi park kertekkel és építészeti különlegességekkel. Közigazgatásilag Barcelona Gràcia kerületének La Salud negyedéhez tartozik. Ma Antoni Gaudí épületeinek keretében az UNESCO világörökség részét képezi.

## Építése
A kert Antoni Gaudí tervei alapján épült 1900 és 1914 között. A kert névadója, Eusebi de Güell üzletember eredeti elgondolása alapján egy parkos kertvárosi városrész kialakításával bízta meg Gaudít, ám az épületek közül csak kettő készült el. 1926-tól vált nyilvános parkká.

## Stílusa
A Güell park Gaudí művészi teljességét tükrözi: első, naturalista korszakának jegyeit viseli magán, annak az időszaknak a jegyeit, amelyben az építész tökéletesítette személyes stílusát. A természet szerves formái ihlették az alkotásait. A naturalista korszakának végére rengeteg új építészeti struktúrát valósított meg. Ehhez járult még hozzá a katalán művész óriási kreatív szabadsága az ötletes ornamentikával együtt. Barokk sajátosság lelhető fel a nagy szerkezeti formákban, és legfőképp hiányzik belőle a klasszicista merevség. 

## Fordítás
- Ez a szócikk részben vagy egészben a Parque Güell című spanyol Wikipédia-szócikk ezen változatának fordításán alapul.  Az eredeti cikk szerkesztőit annak laptörténete sorolja fel. Ez a jelzés csupán a megfogalmazás eredetét és a szerzői jogokat jelzi, nem szolgál a cikkben szereplő információk forrásmegjelöléseként.

## Galéria

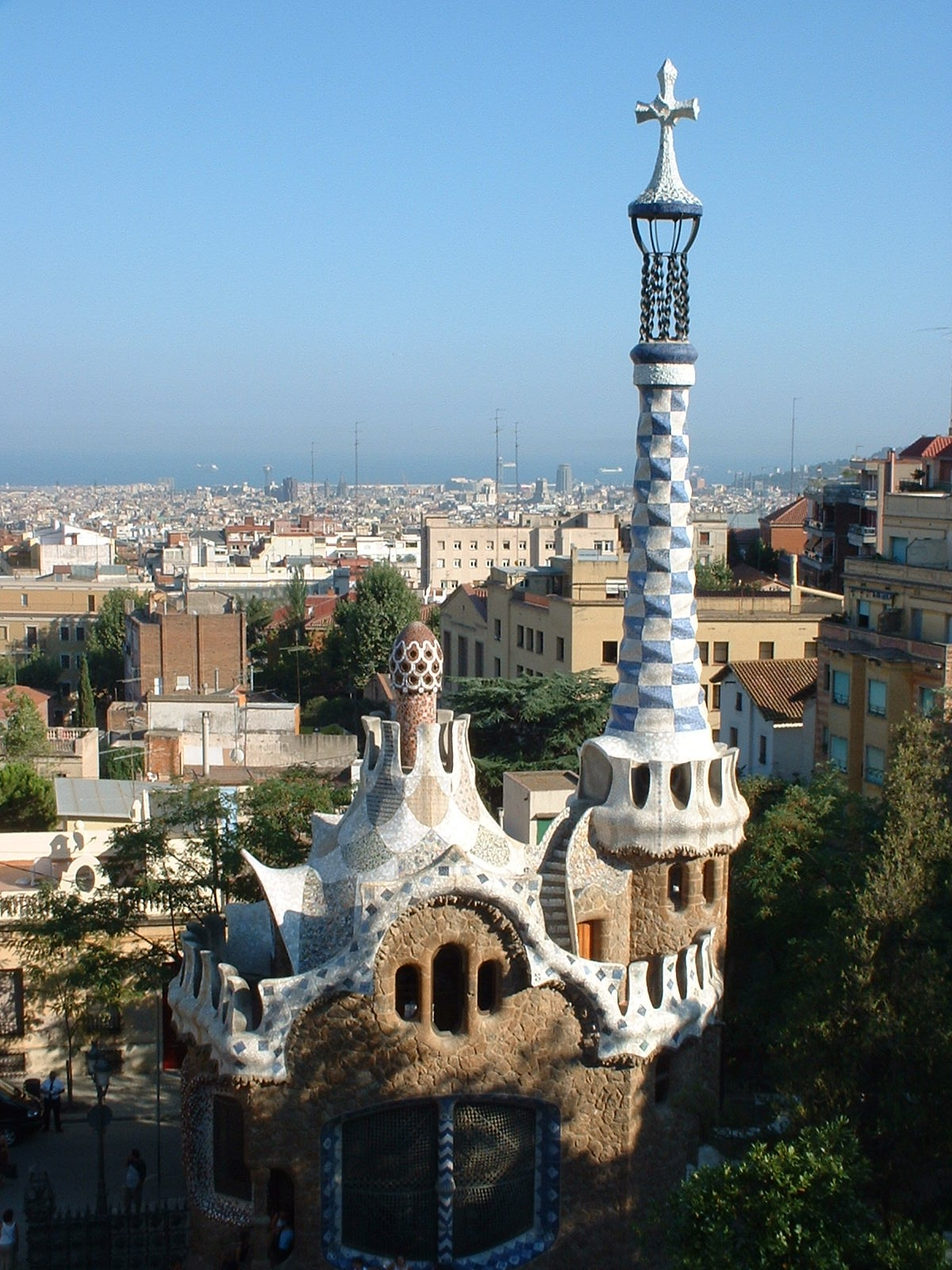
Bejárati épület
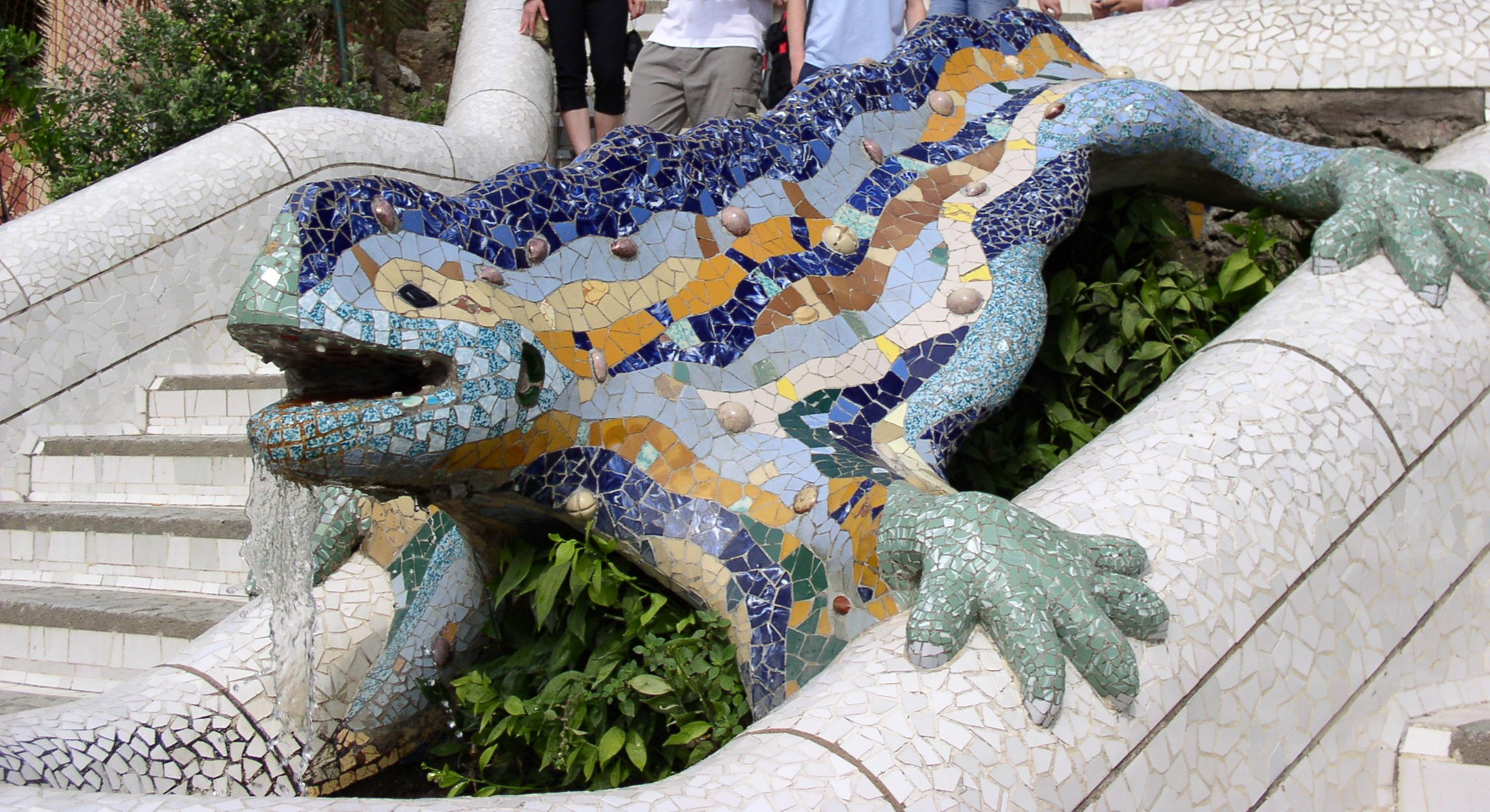
Sárkány
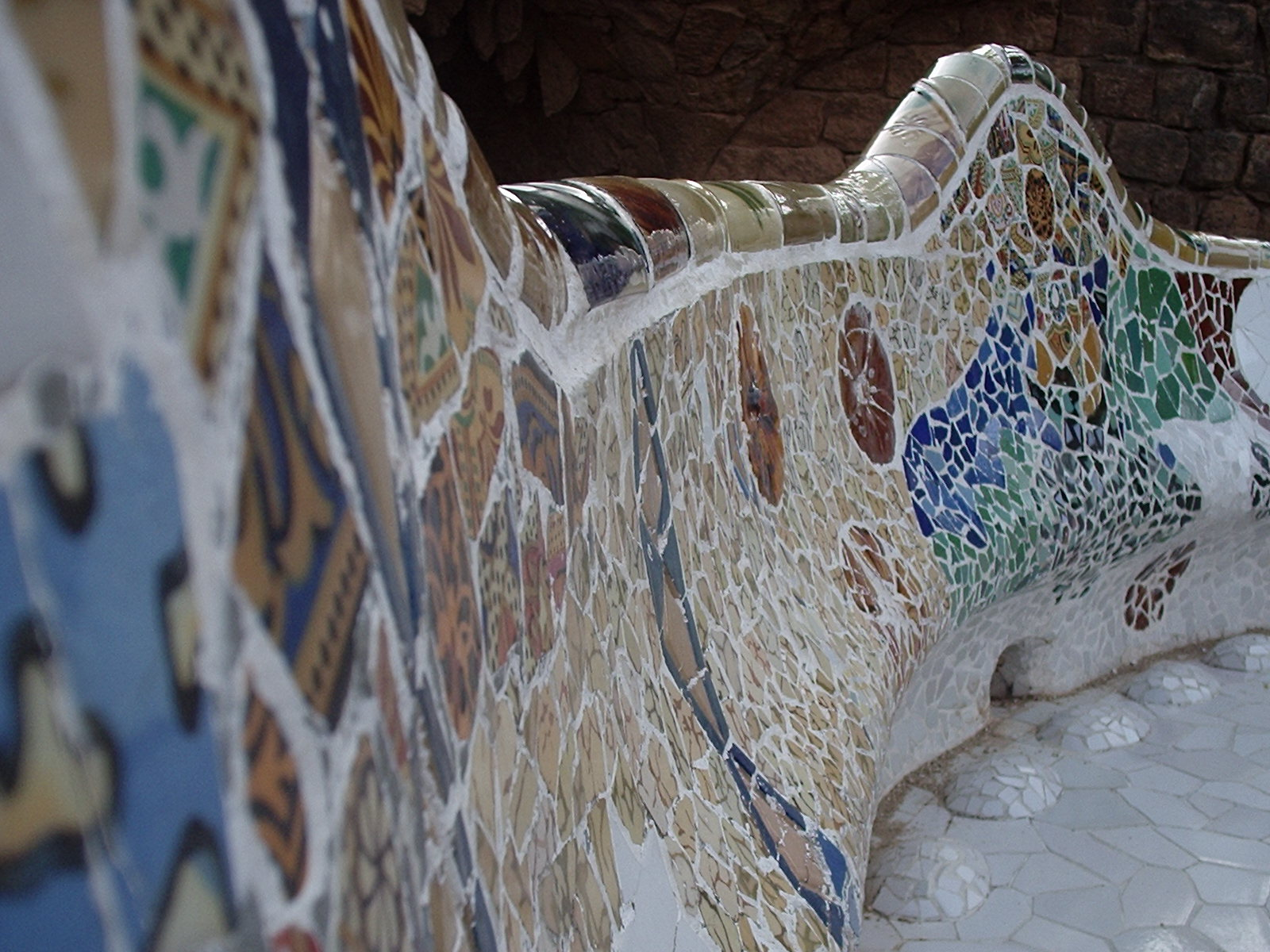
Terasz
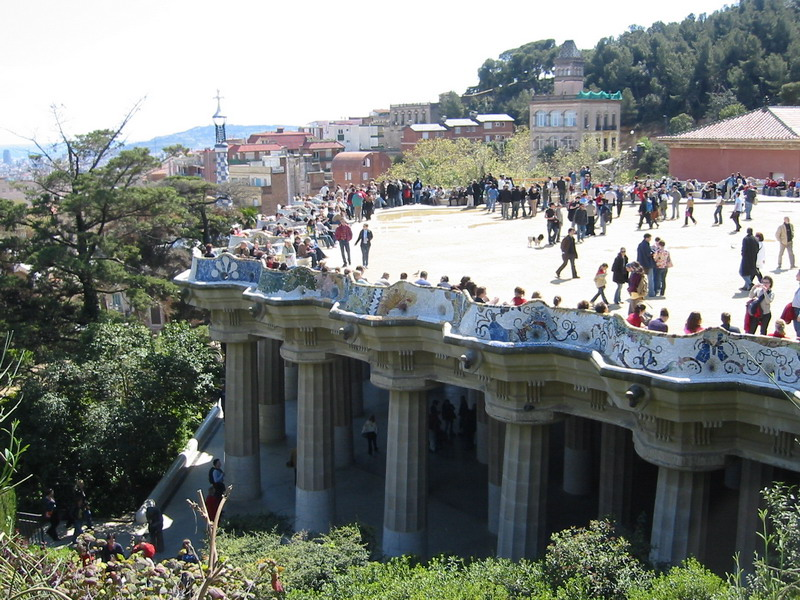
Terasz kívülről
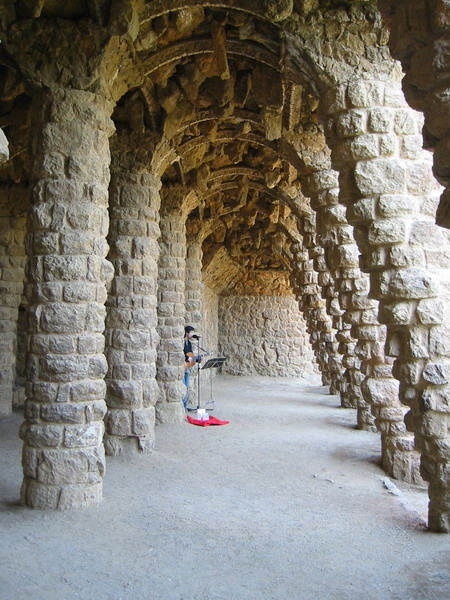
Oszlopok
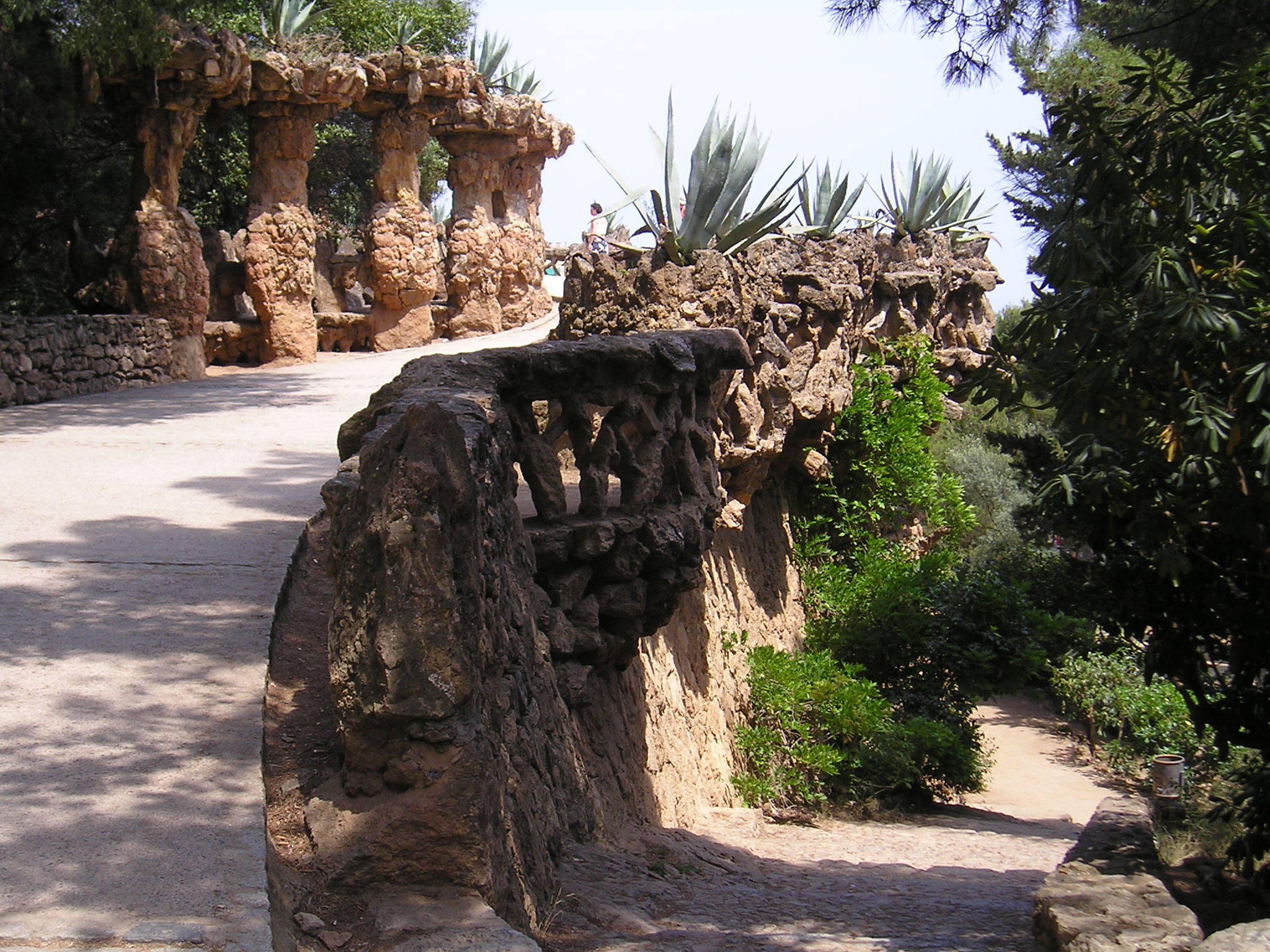
Sétaút
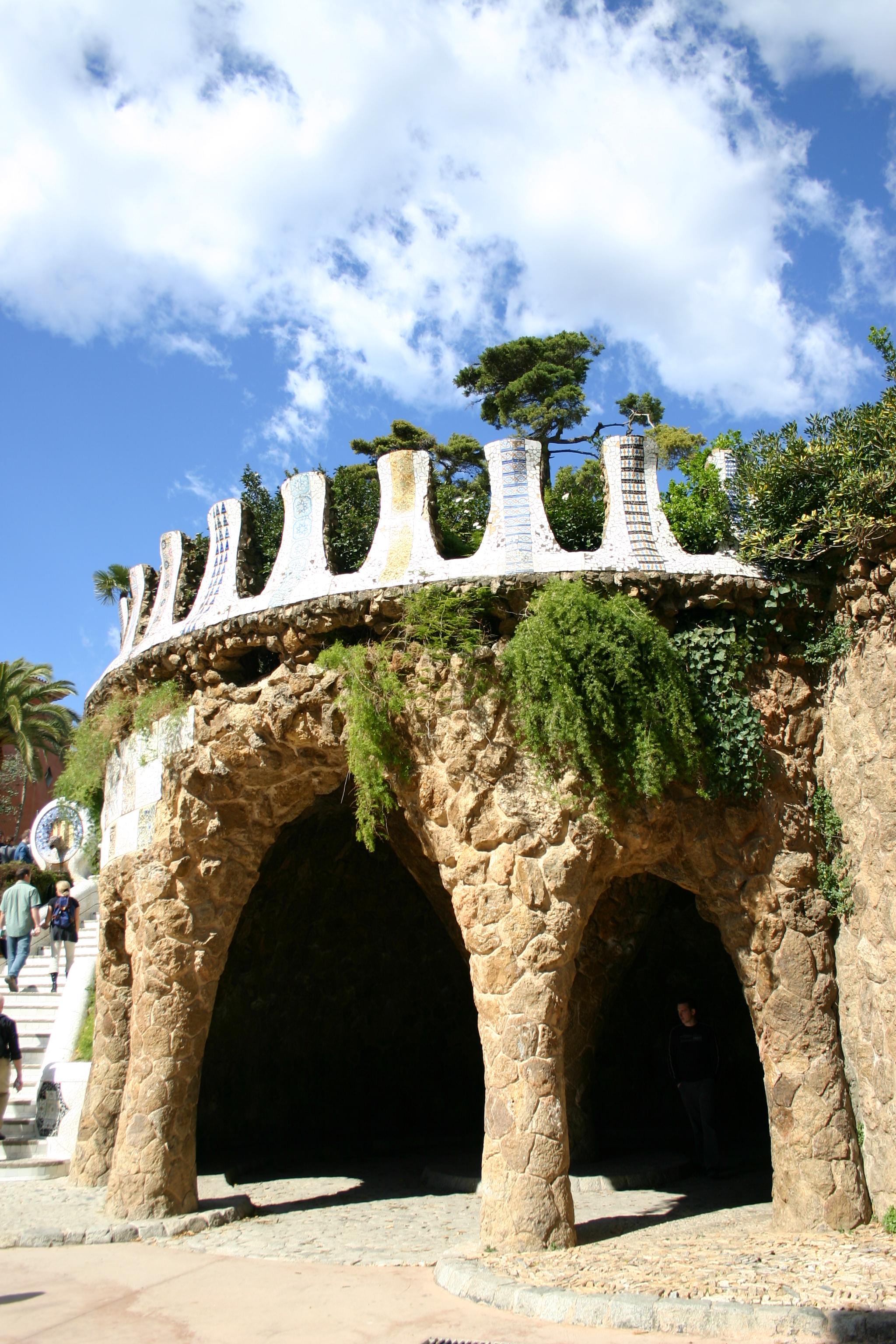
Barlang a feljáró mellett
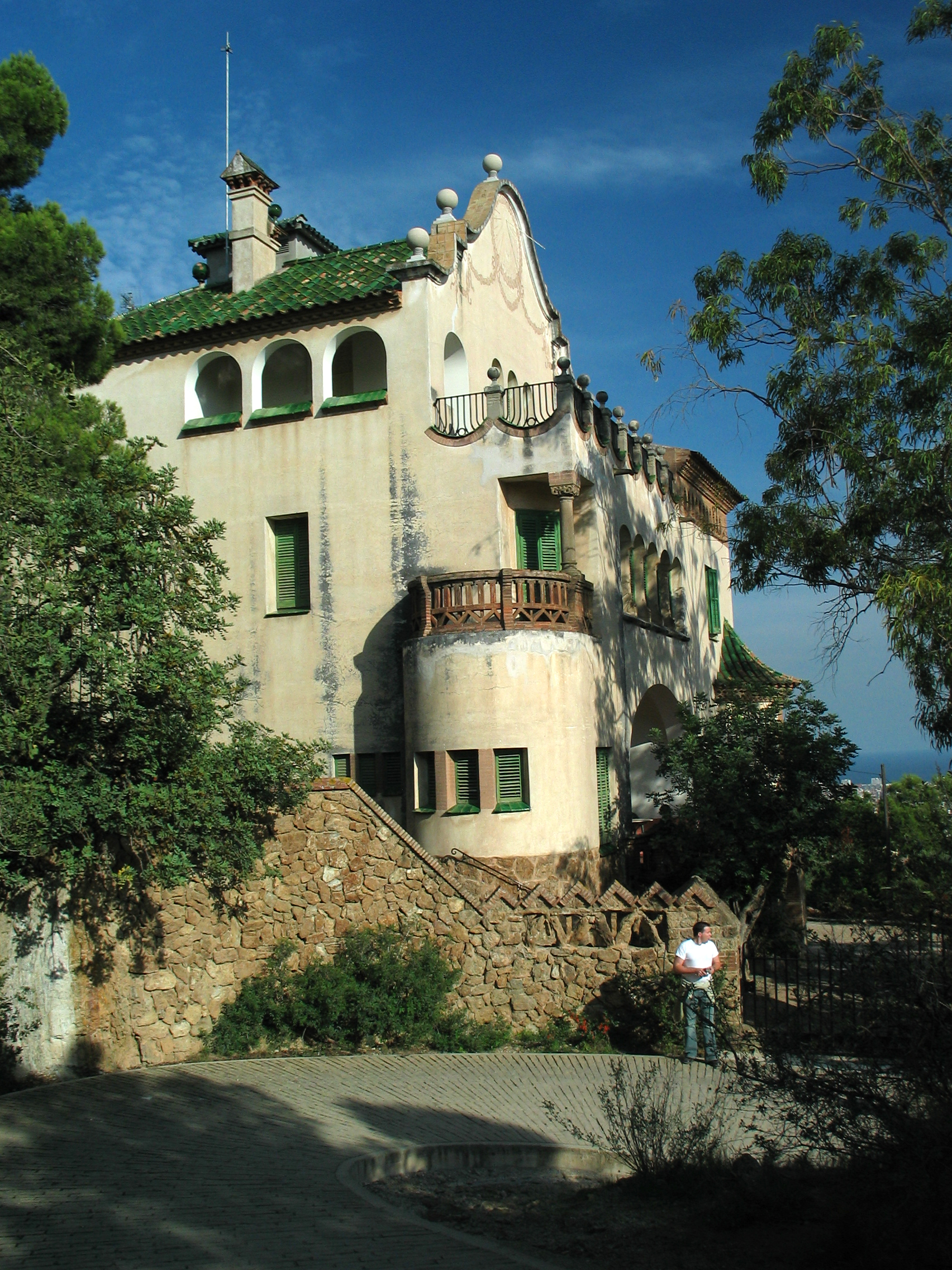
Toronyépület